# US Trikes
US Trikes is een merk van trikes.
US Trikes, Maryland. 
Amerikaans bedrijf dat trikes bouwt. Er zijn twee basismodellen, de Standard, geschikt voor motorfietsblokken, en de Wide Track, waarin Volkswagen- of Amerikaanse V8-blokken kunnen worden gebouwd. 